# Bruine slangenarend
De bruine slangenarend (Circaetus cinereus) is een vogel uit de familie van havikachtigen (Accipitridae).

## Kenmerken
De vogel is 75 cm lang en weegt 1,54 tot 2,46 kg en de spanwijdte is 1,64 m. Deze slangenarend onderscheidt zich van een jonge zwartborstslangenarend of Beaudouins slangenarend omdat hij meer rechtop zit en donkerder bruin gekleurd is. De slagpennen zijn van onder zilverwit en de dekveren zijn donker. Onvolwassen vogels zijn bleker gekleurd.

## Verspreiding en leefgebied
Deze soort komt voor van Senegal en Gambia tot Ethiopië en zuidelijk tot Zuid-Afrika. Het leefgebied is savanne met wat bos. De vogel jaagt op slangen, ook grote en giftige soorten, verder op grote hagedissen en zelden kleine zoogdieren of vogels.

## Status
De grootte van de populatie wordt geschat op enkele tientallen duizend. Er is geen aanleiding te veronderstellen dat de soort in aantal achteruit gaat. Om deze redenen staat de bruine slangenarend als niet bedreigd op de Rode Lijst van de IUCN.